# Freddie Highmore
Pour les articles homonymes, voir Highmore.
Alfred Thomas Highmore, dit Freddie Highmore, né le 14 février 1992 à Londres (Camden), est un acteur et producteur britannique.
Il est révélé au cinéma à l'âge de douze ans en jouant dans le film Neverland dirigé par Marc Forster, aux côtés de Johnny Depp et Kate Winslet. Puis, il se fait connaître en interprétant Charlie dans Charlie et la Chocolaterie (2005) de Tim Burton.
Il incarne ensuite Arthur dans la trilogie réalisée par Luc Besson : Arthur et les Minimoys (2006), Arthur et la Vengeance de Maltazard (2009), et Arthur 3 : La Guerre des deux mondes (2010).
Il interprète par ailleurs le personnage principal des séries télévisées Bates Motel et Good Doctor.

## Biographie

### Enfance et formation
Alfred Thomas Highmore naît le 14 février 1992 dans le quartier de Camden Town, à Londres. Il grandit dans une famille issue du monde du spectacle : sa mère, Sue Latimer, est agent artistique, ayant travaillé pour l'acteur Daniel Radcliffe, et son père, Edward Highmore, également acteur. Il a un frère cadet, Bertie Highmore, qui a également joué dans le film Women Talking Dirty avec lui.

### Débuts précoces et révélation
Freddie Highmore commence sa carrière d'acteur en obtenant des petits rôles à la télévision à l'âge de sept ans.
En 1999, il fait ses débuts au cinéma avec son frère dans Women Talking Dirty, une comédie de Coky Giedroyc, dans laquelle il est le fils d'Helena Bonham Carter.
En 2001, il interprète le jeune roi Arthur dans le téléfilm Les Brumes d'Avalon. Il joue aussi dans la mini-série Happy Birthday Shakespeare. La même année, il tourne avec son père Edward Highmore dans Jack et le Haricot magique
En 2004, il est révélé dans le rôle de Peter pour le film Neverland. Pour sa performance, il est nommé plusieurs fois. Il reçoit la récompense du meilleur jeune acteur et celle du meilleur espoir. Impressionné, Johnny Depp recommande le jeune acteur à Tim Burton pour le rôle de Charlie dans Charlie et la Chocolaterie (2005), où il retrouve Helena Bonham Carter.
En 2006, il incarne Arthur dans le film Arthur et les Minimoys de Luc Besson. Il s'agit de l'adaptation cinématographique des deux premiers volets de la série de livres Arthur et les Minimoys créée par Luc Besson et Céline Garcia : Arthur et les Minimoys (2002) et Arthur et la Cité interdite (2003). Le film rencontre un franc succès ce qui génère une trilogie à laquelle l'acteur restera fidèle.
En 2007, il devient un prodige de la musique dans August Rush de Kirsten Sheridan, aux côtés de Keri Russell, Jonathan Rhys Meyers et Robin Williams.
En 2008, il incarne des jumeaux, Simon et Jared Grace, dans le film fantastique Les Chroniques de Spiderwick.

### Confirmation
En 2011, Freddie Highmore donne la réplique à Emma Roberts dans le film Le Jour où je l'ai rencontrée.

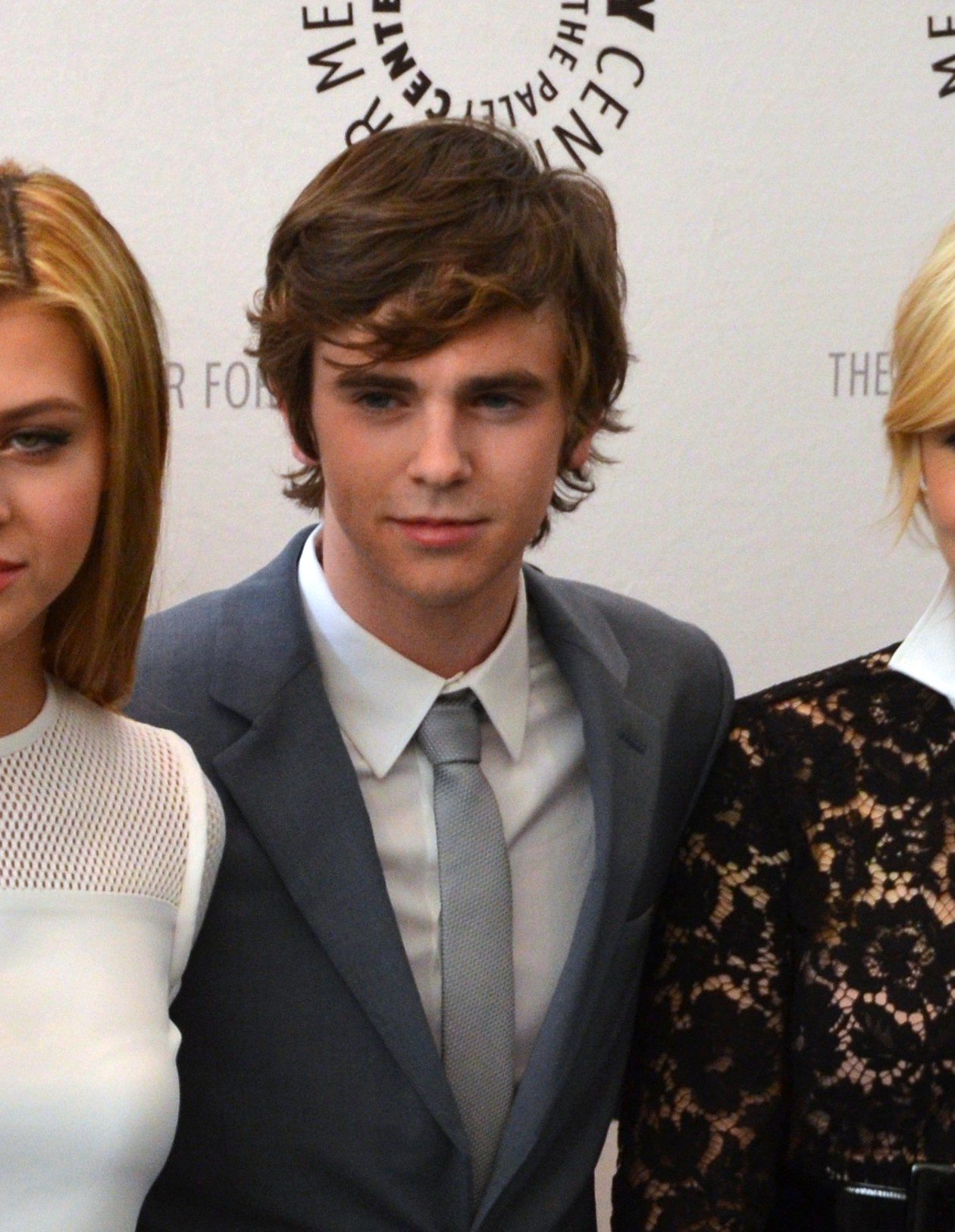
Freddie Highmore au Paley Center for Media, en 2013.

Il avoue avoir toujours rêvé de jouer un méchant. Ce sera chose faite, puisqu'en 2013, il interprète le jeune Norman Bates dans la série télévisée Bates Motel inspirée du célèbre film Psychose d'Alfred Hitchcock. Protagoniste principal de la série aux côtés de Vera Farmiga qui interprète sa mère, la série est un succès d’audiences et l’installe sur le petit écran.
En 2017, à l’arrêt de Bates Motel, il rebondit rapidement en étant choisi pour incarner un jeune docteur autiste, Shaun Murphy, dans la série télévisée dramatique et médicale Good Doctor, développée par le créateur de la série Dr House et dont il est une nouvelle fois, le héros principal,,.

### Vie privée
Polyglotte, Freddie Highmore parle couramment le français et a aussi étudié l'espagnol, le portugais et l'arabe.
Il vit à Londres et évite les réseaux sociaux. Il est proche de l'actrice Vera Farmiga, qui joue le rôle de sa mère dans la série Bates Motel, et est le parrain de son fils Fynn, qu'elle a eu avec son mari le musicien Renn Hawkey (en).
Le 27 septembre 2021, il se marie avec sa fiancée Klarissa Munz.

## Filmographie

### Cinéma
- 1999 : Women Talking Dirty de Coky Giedroyc
- 2004 : Deux Frères (Two Brothers) de Jean-Jacques Annaud : Raoul Normandin
- 2004 : Neverland (Finding Neverland) de Marc Forster : Peter Llewelyn Davies
- 2004 : Cinq Enfants et moi (Five Children and It) de John Stephenson : Robert
- 2005 : Charlie et la Chocolaterie (Charlie and the Chocolate Factory) de Tim Burton : Charlie Bucket
- 2006 : Une grande année (A Good Year) de Ridley Scott : Max Skinner, jeune
- 2006 : Arthur et les Minimoys (Arthur and the Invisibles) de Luc Besson : Arthur Montgomery
- 2007 : August Rush de Kirsten Sheridan : Evan Taylor / August Rush
- 2007 : À la croisée des mondes : La Boussole d'or (His Dark Materials: The Golden Compass) de Chris Weitz : Pantalaimon (voix)
- 2008 : Les Chroniques de Spiderwick (The Spiderwick Chronicles) de Mark Waters : Jarred et Simon Grace
- 2008 : A Fox’s Tale de György Gát (en) et János Uzsák : Little Jack (voix)
- 2009 : Astro Boy de David Bowers : Toby Tenma / Astro Boy (voix)
- 2009 : Arthur et la Vengeance de Maltazard (Arthur and the Revenge of Maltazard) de Luc Besson : Arthur Montgomery
- 2010 : Arthur 3 : La Guerre des deux mondes (Arthur 3 The War of the Two Worlds) de Luc Besson : Arthur Montgomery
- 2010 : Master Harold… and the Boys (en) de Lonny Price (en) : Hally Ballard
- 2011 : Le Jour où je l'ai rencontrée (The Art of Getting By) de Gavin Wiesen (de) : George Zinavoy
- 2013 : Justin et la Légende des Chevaliers (Justin y la espada del valor) de Manuel Sicilia : Justin (voix)
- 2016 : Une nouvelle chance (en) (Almost Friends) de Jake Goldberger : Charlie Brenner
- 2017 : The Journey (en), de Nick Hamm : Jack
- 2021 : Braquage final (The Vault) de Jaume Balagueró : Thom Johnson
- 2023 : The Canterville Ghost de Kim Burdon et Robert Chandler : le duc de Cheshire

### Télévision

#### Téléfilms
- 1999 : Walking on the Moon de Peter Kosminsky : le petit garçon (scènes coupées au montage)
- 2000 : Happy Birthday Shakespeare de[Qui ?] : Steven Green
- 2001 : Les Brumes d'Avalon (The Mists of Avalon) d'Uli Edel : roi Arthur, jeune
- 2010 : Toast de S. J. Clarkson (en) : Nigel Slater, adolescent
- 2017 : Tour de Pharmacy de Jake Szymanski : Adrian Baton

#### Séries télévisées
- 2001 : Jack et le Haricot magique (Jack and the Beanstalk: The Real Story) : fils au terrain de jeu (mini-série, 2 épisodes)
- 2013-2017 : Bates Motel : Norman Bates (rôle principal, également scénariste de 2 épisodes et réalisateur d'1 épisode - 50 épisodes)
- 2016 : Close to the Enemy (en) : Victor Ferguson (mini-série, 7 épisodes)
- 2017-2024 : Good Doctor : Dr Shaun Murphy (également producteur et scénariste d'un épisode)
- 2021 : Leonardo : Stefano Giraldi

### Jeux vidéo
- 2005 : Charlie and the Chocolate Factory video games : Charlie Bucket
- 2007 : Arthur et les Minimoys : Arthur Montgomery
- 2007 : À la croisée des mondes : La Boussole d'or : Pantalaimon
- 2008 : Les Chroniques de Spiderwick : Jared et Simon Grace
- 2009 : Astro Boy: The Video Game (en) : Toby Tenma / Astro Boy

### Clip musical
- 2015 : You're My Waterloo, de The Libertines

## Distinctions
Sauf indication contraire ou complémentaire, les informations mentionnées dans cette section proviennent de la base de données IMDb.

### Récompenses
- Phoenix Film Critics Society Awards 2004 : meilleure performance par un jeune acteur pour Neverland
- Critics' Choice Movie Awards 2005 : meilleur jeune acteur pour Neverland
- Empire Awards 2005 : meilleur espoir pour Neverland
- Las Vegas Film Critics Society Awards 2005 : meilleur jeune acteur pour Neverland
- Online Film & Television Association 2005 : meilleur jeune acteur pour Neverland
- Phoenix Film Critics Society Awards 2005 : meilleure performance par un jeune acteur pour Charlie et la chocolaterie
- Satellite Awards 2005 : Révélation de l'année
- Young Artist Awards 2005 : meilleure performance par une jeune distribution pour Neverland
- Critics' Choice Movie Awards 2006 : meilleur jeune acteur pour Charlie et la chocolaterie
- Capri, Hollywood (en) 2007 : Capri Exploit Award pour August Rush
- Irina Palm d'Or 2011 : Meilleur acteur britannique pour Le Jour où je l'ai rencontrée[réf. souhaitée]
- People's Choice Awards 2017 : acteur préféré dans une série télévisée pour Bates Motel

### Nominations
- Gold Derby Awards 2005 : meilleur révélation pour Neverland
- London Critics' Circle Film Awards 2005 : meilleur révélation de l'année pour Neverland
- MTV Movie & TV Awards 2005 : meilleure révélation masculine pour Neverland
- Online Film & Television Association 2005 : meilleure révélation masculine pour Neverland
- Saturn Awards 2005 : meilleur jeune acteur pour Neverland
- Screen Actors Guild Awards 2005 :
  - meilleure distribution pour Neverland
  - meilleur acteur dans un second rôle pour Neverland
- Young Artist Awards 2005 : meilleure performance par un jeune acteur dans un film pour Neverland
- Saturn Awards 2006 : meilleur jeune acteur pour Charlie et la chocolaterie
- Young Artist Awards 2006 : meilleure performance par un jeune acteur dans un film musical ou comique pour Charlie et la chocolaterie
- Critics' Choice Movie Awards 2007 : meilleur jeune acteur pour Une grande année
- Young Artist Awards 2007 : meilleure performance par un jeune acteur dans un film international pour Arthur et les Minimoys
- Critics' Choice Movie Awards 2008 : meilleur jeune acteur pour August Rush
- Saturn Awards 2008 : meilleur jeune acteur pour August Rush
- Young Artist Awards 2008 : meilleure performance par un jeune acteur dans un film pour August Rush
- Saturn Awards 2009 : meilleur jeune acteur pour Les chroniques de Spiderwick
- Young Artist Awards 2009 : meilleure performance par un jeune acteur dans un film pour Les chroniques de Spiderwick
- Young Artist Awards 2010 : meilleure performance de doublage par un jeune acteur pour Astro Boy
- Gold Derby Awards 2013 : meilleure révélation de l'année pour Bates Motel
- Satellite Awards 2013 : meilleur acteur dans une série télévisée dramatique pour Bates Motel
- Critics' Choice Television Awards 2014 : meilleur acteur dans une série télévisée dramatique pour Bates Motel
- People's Choice Awards 2014 : antihéros préféré pour Bates Motel
- Saturn Awards 2014 : meilleur acteur de télévision pour Bates Motel
- Critics' Choice Television Awards 2015 : meilleur acteur dans une série télévisée dramatique pour Bates Motel
- Gold Derby Awards 2016 : meilleur acteur dans une série télévisée dramatique pour Bates Motel
- Fangoria Chainsaw Awards 2017 : meilleur acteur de télévision pour Bates Motel
- Saturn Awards 2017 : meilleur acteur de télévision pour Bates Motel
- Critics' Choice Movie Awards 2018 : meilleur acteur dans une série télévisée dramatique pour Bates Motel
- Gold Derby Awards 2016 : meilleur acteur dans une série télévisée dramatique pour Good Doctor
- Golden Globes 2018 : meilleur acteur dans une série télévisée dramatique pour Good Doctor
- Teen Choice Awards 2018 : meilleur acteur dans une série télévisée dramatique pour Good Doctor

## Voix françaises
- Elias Greck dans :
  - Charlie et la Chocolaterie
  - August Rush

- Yann Loubatière dans :
  - Arthur et la Vengeance de Maltazard
  - Arthur 3 : La Guerre des deux mondes

- Benjamin Bollen dans :
  - Justin et la Légende des Chevaliers (voix)
  - Braquage final

- Antoine Schoumsky dans (les séries télévisées) :
  - Good Doctor
  - The Assassin

Et aussi
- Théo Gebel dans Deux Frères
- Kévin Sommier dans Cinq enfants et moi
- Simon Koukissa-Barney dans Une grande année
- Barbara Kelsch dans Arthur et les Minimoys
- Donald Reignoux dans À la croisée des mondes : La Boussole d'or (voix)
- Anton Coulpier dans Les Chroniques de Spiderwick
- Gabriel Bismuth Bienaimé dans Astro Boy (voix)
- Thibaut Delmotte dans Le Jour où je l'ai rencontrée
- Maxime Baudouin dans Bates Motel (série télévisée)